# Associazione Calcio Entella Chiavari 1971-1972
Questa pagina raccoglie le informazioni riguardanti l'Associazione Calcio Entella Chiavari nelle competizioni ufficiali della stagione  1971-1972.

## Divise
| 1ª divisa | 2ª divisa |

## Rosa
| N. |                   | Ruolo | Calciatore         |
| -- | ----------------- | ----- | ------------------ |
|    | Italia (bandiera) | A     | Alberti            |
|    | Italia (bandiera) | A     | Salvatore Balsamo  |
|    | Italia (bandiera) | C     | Vincenzo Bertola   |
|    | Italia (bandiera) | A     | Nilo Bini          |
|    | Italia (bandiera) | A     | Brusoni            |
|    | Italia (bandiera) | A     | Ettori             |
|    | Italia (bandiera) | C     | Fazzini            |
|    | Italia (bandiera) | C     | Elvio Fontana      |
|    | Italia (bandiera) | P     | Fausto Fusani      |
|    | Italia (bandiera) | D     | Gian Luigi Gavino  |
|    | Italia (bandiera) | A     | Wilmer Gazzaniga   |
|    | Italia (bandiera) | D     | Alessandro Giordan |
|    | Italia (bandiera) | C     | Orazio Gittone     |

| N. |                   | Ruolo | Calciatore            |
| -- | ----------------- | ----- | --------------------- |
|    | Italia (bandiera) | C     | Antonino Milone       |
|    | Italia (bandiera) | A     | Musante Gino          |
|    | Italia (bandiera) | A     | Ermes Nadalin         |
|    | Italia (bandiera) | A     | Carmine Nevola        |
|    | Italia (bandiera) | A     | Ivo Perissinotto      |
|    | Italia (bandiera) | C     | Alfredo Polato        |
|    | Italia (bandiera) | A     | Emilio Roda Balzarini |
|    | Italia (bandiera) | C     | Renzo Rossi           |
|    | Italia (bandiera) | D     | Roberto Roveta        |
|    | Italia (bandiera) | A     | Oscar Saioni          |
|    | Italia (bandiera) |       | Mauro Schiavi         |
|    | Italia (bandiera) | D     | Vittorio Zanella      |
|    | Italia (bandiera) | D     | Zolezzi               |